# Dužica
Dužica är en ort i Kroatien.   Den ligger i länet Moslavina, i den centrala delen av landet, 40 km sydost om huvudstaden Zagreb. Dužica ligger 99 meter över havet och antalet invånare är 361.
Terrängen runt Dužica är platt. Runt Dužica är det glesbefolkat, med 19 invånare per kvadratkilometer. Närmaste större samhälle är Sisak, 13,5 km sydost om Dužica. Omgivningarna runt Dužica är en mosaik av jordbruksmark och naturlig växtlighet.